# سدن
سدن، روستایی است از توابع بخش مرکزی شهرستان گرگان در استان گلستان ایران.
مردمان روستای سدن ایران از نوادگان آلمانی تبار شهر درسدن آلمان  می باشند که در گذشته به ایران مهاجرت کرده اند که نام محل زندگی خود را در ایران به نام شهر مادری خود درسدن آلمان ثبت کردند . که به مرور زمان با تلفظ مردم به سدن تغییر کرد. گویش مردمان این روستا به زبان فارسی محلی می باشد که با گویش تبری(مازندرانی) نیز گاهی اوقات ادغام شده است.

## جمعیت
این روستا در دهستان روشن‌آباد قرار داشته و براساس سرشماری سال ۱۳۸۵جمعیت آن ۵۷۶ نفر (۱۴۶ خانوار) بوده‌است.
که در جنوب روستا کوه واقع شده‌است  و از سمت غرب روستای کلاسنگیان و از سمت شرق به روستای کلو و از سمت جنوب در جوار روستا سیدمیران واقع شده است.

## پیشینه
روستای سدن متعلق به علی‌قلی خان هزارجریبی بوده که در دوره‌های هفتم تا دهم مجلس شورای ملی نمایندگی گرگان را به عهده داشت.